# Gyronotus mulanjensis
Gyronotus mulanjensis là một loài bọ cánh cứng trong họ Bọ hung (Scarabaeidae).